# تنس فور تو

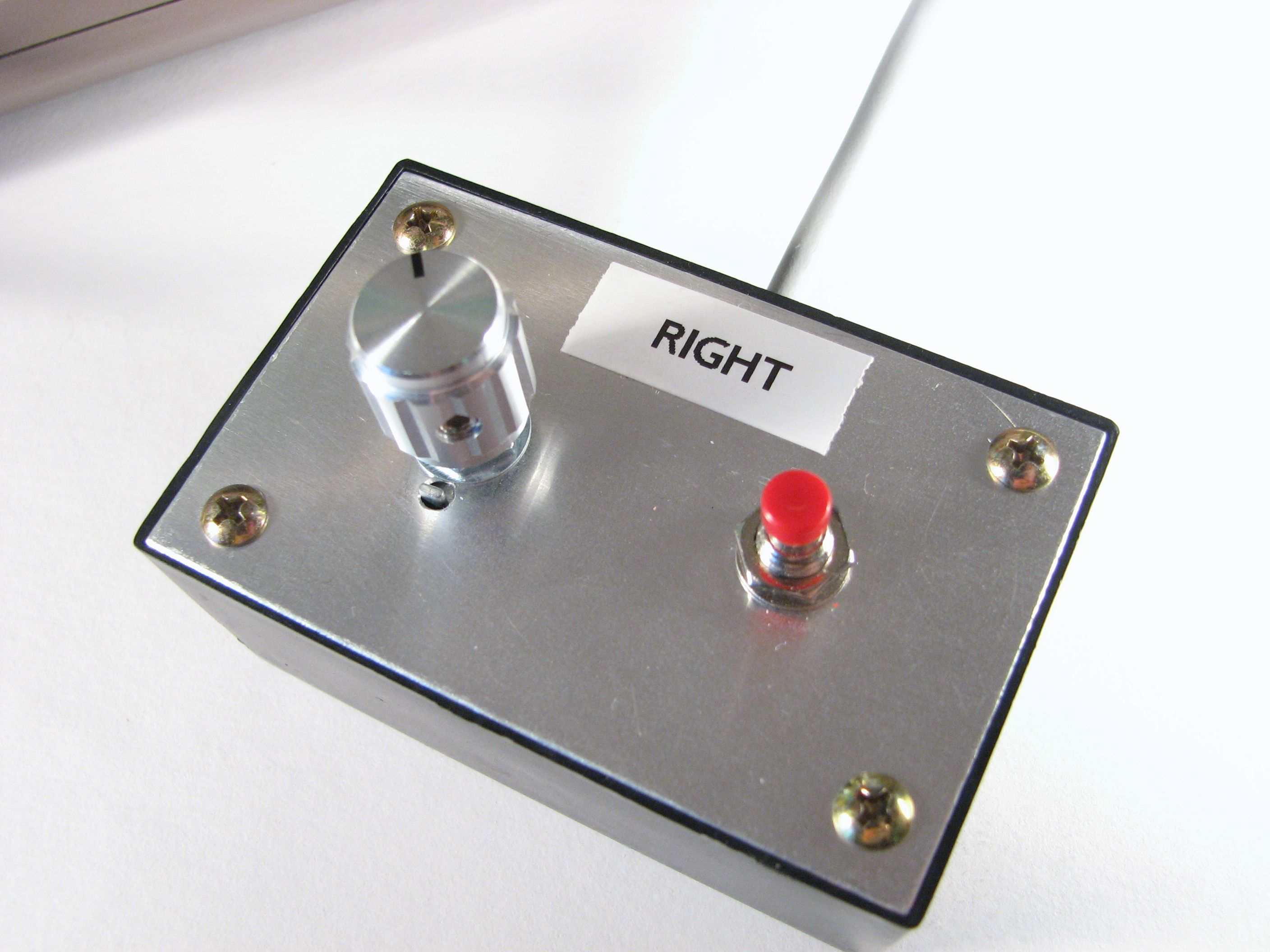
أداة التحكم في اللعبة

تنس فور تو (بالإنجليزية: Tennis for Two)‏ هي لعبة فيديو رياضية كرة مضرب تم إنتاجها في سنة 1958، تعتبر واحدة من أقدم ألعاب الفيديو في التاريخ، وهي من تصميم الفيزيائي الأمريكي وليم هغنبوثام ومن تطوير مختبر بروكهافن الوطني.

## وصلات خارجية
- معلومات إضافية عن اللعبة
- فيديو عن اللعبة